# جنی فینچ
جنی فینچ (انگلیسی: Jennie Finch؛ زادهٔ ۳ سپتامبر ۱۹۸۰) بازیکن سافتبال اهل ایالات متحده آمریکا است. فینچ به عنوان یک بازیکن پیچر در تیم ملی سافتبال زنان ایالات متحده شناخته می‌شود. جنی فینچ در طول حرفه خود در مسابقات مختلفی شرکت کرده‌است. او یکی از بازیکنان برجسته تاریخ سافتبال است و در سال ۲۰۱۰ به عنوان یکی از بازیکنان برتر تاریخ سافتبال در آمریکا انتخاب شد. همچنین، فینچ در المپیک‌های تابستانی ۲۰۰۴ و ۲۰۰۸ به عنوان بازیکن تیم ملی آمریکا در سافتبال شرکت کرد و در هر دو بار به مدال طلا دست یافت.
وی در مسابقات کشوری و بین‌المللی در مجموع برندهٔ ۲ مدال طلا، ۱ مدال نقره شده‌است.